# Donald Duck (comics)
Donald Duck ou Donald Duck and Friends depuis 2003 est une publication américaine lancée en novembre 1952 regroupant des histoires des univers Disney tels que Donald Duck et l'Oncle Picsou sous la forme de comics. Elle commence avec le numéro 26 car les aventures de Donald étaient précédemment publiées dans le comics Four Color et 25 numéros de comics sont consacrés à Donald.

## Historique des publications
- Dell Comics (1952-1962) dans la série Four Color
- Gold Key Comics (1962-1980)
  - Gold Key Comics sous le label Whitman (1980-1984)
- Gladstone Publishing (1986-1997)
- Gemstone Publishing (2003-2006), renommé Donald Duck and Friends
- Boom! Studios (depuis 2009)